# Stenolis
Stenolis is een kevergeslacht uit de familie van de boktorren (Cerambycidae). De wetenschappelijke naam van het geslacht werd voor het eerst geldig gepubliceerd in 1864 door Bates.

## Soorten
Stenolis omvat de volgende soorten:
- Stenolis angulata (Fabricius, 1801)
- Stenolis calligramma (Bates, 1872)
- Stenolis flavoguttata Monné, 2011
- Stenolis giesberti Monné, 2011
- Stenolis gilvolineata Monné, 2011
- Stenolis inclusa (Bates, 1885)
- Stenolis laetifica (Bates, 1872)
- Stenolis marcelae Monné, 2011
- Stenolis multimacula Monné, 2011
- Stenolis nearnsi Monné, 2011
- Stenolis polygramma (Bates, 1872)
- Stenolis polytaenia (Bates, 1885)
- Stenolis pulverea (Bates, 1881)
- Stenolis tavakiliani Monné, 2011
- Stenolis theobromae (Lara & Shenefelt, 1964)
- Stenolis vigintiguttata (Bates, 1885)
- Stenolis xanthostigma Monné, 2011